# Hexathelidae
Hexathelidae zijn een familie van spinnen bestaande uit 7 geslachten. Een bekende soort is de Australische trechterspin.

## Geslachten
- Bymainiella Raven, 1978
- Hexathele Ausserer, 1871
- Mediothele Raven & Platnick, 1978
- Paraembolides Raven, 1980
- Plesiothele Raven, 1978
- Scotinoecus Simon, 1892
- Teranodes Raven, 1985

## Taxonomie
Voor een overzicht van de geslachten en soorten behorende tot de familie zie de lijst van Hexathelidae.